# 普連土学園中学校・高等学校
普連土学園中学校・高等学校（ふれんどがくえん ちゅうがっこう・こうとうがっこう、Friends School）は、東京都港区三田に所在し、中高一貫教育を提供する私立女子中学校・高等学校。
高等学校において、生徒を募集しない完全中高一貫校。

## 概要
1887年（明治20年）、当時アメリカ合衆国に留学中だった内村鑑三と新渡戸稲造の助言で、アメリカ合衆国ペンシルベニア州フィラデルフィアのキリスト友会（クエーカー、フレンド派）の婦人伝道会が女子教育を目的として創設した。現在でも日本国唯一のキリスト友会の教育機関である。校名の「普連土」の当て字は、津田仙（津田塾大学の創立者津田梅子の父）が、「普（あまね）く世界の土地に連なる」、転じて「この地上の普遍、有用の事物を学ぶ学校」であるようにとの思いから命名したとされる。2021年現在の学校長は青木直人である。教育理念の核として、クエーカーの言葉である内なる光と神の種子を掲げている。
1968年に建てられた中等部校舎は建築家大江宏の代表作として知られ、2003年にDOCOMOMO JAPAN選定 日本におけるモダン・ムーブメントの建築に選ばれた。また、東京都選定歴史的建造物にも選ばれている。

## 沿革
- 1882年（明治15年） - 米国フィラデルフィア市の友会派（クエーカー）により「友會婦人外國傳道協會」を設立。
- 1885年（明治18年） - 新渡戸稲造と内村鑑三の助言により日本での学校設立を決定し、コサンド夫妻を派遣。
- 1887年（明治20年） - フレンド女学校開校。
- 1889年（明治22年） - 三田功運町聖坂上（現所在地）に新校舎落成。津田仙により「普連土女学校」と命名される。
- 1902年（明治35年） - 失火により校舎焼失。
- 1903年（明治36年） - 授業再開、新校舎落成。
- 1923年（大正12年） - 後援会発足。
- 1928年（昭和03年） - 校旗・校服（セーラー）制定。
- 1943年（昭和18年） - 校内モンペ着用、戦時中の敵性語規制に伴い「聖友女学校」に改名[3]。
- 1944年（昭和19年） - 学徒動員令、学校工場開設。
- 1945年（昭和20年） - 空襲により校舎全焼。
- 1946年（昭和21年） - 9月授業再開。
- 1947年（昭和22年） - 給食復活、学制改革により新制中学校開設。「普連土女学校」の旧名に復帰。
- 1948年（昭和23年） - 新制普連土学園高等学校を開設、第一期校舎落成。
- 1951年（昭和26年） - 学校法人に組織変更、二期制を採用。
- 2006年（平成18年） - 新校舎完成。

## 校歌
作詞・室生犀星 作曲・川村信義
1. 春秋すぎてまたかへる

　 学びの庭の日のひかり

　 夏冬きたり去りゆけば

　 学べるひとは育ちゆく

2. 主のみこころに添いゆかば

　 学べる胸も清まらん

　 正しき道をゆくときの

　 ひとの瞳のうつくしき

3. わが学園に咲く花は

　 甍のうえの月のごと

　 匂いは永遠（とわ）に充ちゆきて

　 ひかりあふるる希望（のぞみ）なれ

## 制服（校服）
- 冬服 ブレザー
- 夏服 ブラウス

## 交通
出典 : 
電車
| 路線名           | 最寄り駅   | 出口 | 徒歩所要時間 |
| ---------------- | ---------- | ---- | ------------ |
| 都営地下鉄三田線 | 三田駅     | A3   | 7分          |
| 都営地下鉄三田線 | 白金高輪駅 | 2番  | 10分         |

バス
| 運行事業者       | 乗車駅     | 系統・ルート | 下車停留所              |
| ---------------- | ---------- | ------------ | ----------------------- |
| フジエクスプレス | 品川駅     | 高輪ルート   | 「三田三丁目」、徒歩1分 |
| 都営バス         | 渋谷駅     | 田87         | 「三田五丁目」、徒歩1分 |
| 東急バス         | 東京駅南口 | 東98         | 「三田五丁目」、徒歩1分 |

## 主な卒業生
- 佐藤千夜子（歌手）
- 酒井チエ（詩人、作詞家）
- 倉野麻里（テレビ東京アナウンサー）
- 新珠三千代（女優）
- 森周子（社会政策学者、高崎経済大学教授）
- 難波康子（登山家）
- 保木本由起（声優）
- 遠藤玲子（フジテレビアナウンサー）※一時在籍
- 小林麻美（元女優、歌手、モデル）
- 三ツ橋敬子（指揮者）
- 坂崎千春（絵本作家）
- 近藤麻理恵（片づけコンサルタント）
- 高橋怜奈（医師、プロボクサー）
- 坂本真由美（ピアニスト）※中等部卒業
- 宮沢明子（ピアニスト）
- 長田育恵（劇作家）